# Skoki narciarskie na zimowych akademickich mistrzostwach świata
Akademickie mistrzostwa świata w narciarstwie klasycznym – zawody w skokach narciarskich rozgrywane w latach 1928–1959. W latach 1951–1956 kraje socjalistyczne rozgrywały własne akademickie mistrzostwa świata. Skoki narciarskie były obecne na wszystkich edycjach tych zawodów. Ostatnie edycja AMŚ odbyła się w 1959, a rok później rozegrano pierwszą uniwersjadę.

## Medaliści 1928–1949

### Mężczyźni (skocznia normalna)
| Rok  | Miejsce           | Złoto              | Srebro              | Brąz                  |
| ---- | ----------------- | ------------------ | ------------------- | --------------------- |
| 1928 | Cortina d’Ampezzo | Gerhard Heiberg    | Bjørn Moe Berntsen  | Olav Benterud         |
| 1930 | Davos             | Herbert Zachaeus   | Harald Reini        | John Dick             |
| 1933 | Bardonecchia      | Gunnar Sakshaug    | Guglielmo Holzner   | Sandro Masoero        |
| 1935 | Sankt Moritz      | Sigmund Guttormsen | Fritz Farup         | Fritz Dehmel          |
| 1937 | Zell am See       | Sigurd Sollid      | Nils Eie            | Frithjof Prydz senior |
| 1939 | Lillehammer       | Sigurd Sollid      | Per Coil            | Oscar M. Ellefsen     |
| 1947 | Davos             | Walter Dellekarth  | Pentti Taavitsainen | Karl Martitsch        |
| 1949 | Szpindlerowy Młyn | Pauli Vainino      | Stanisław Karpiel   | Tadeusz Kaczmarczyk   |

## Medaliści 1951–1956 (Mistrzostwa organizowane przezFISU)

### Mężczyźni (skocznia normalna)
| Rok  | Miejsce      | Złoto            | Srebro        | Brąz         |
| ---- | ------------ | ---------------- | ------------- | ------------ |
| 1951 | Bad Gastein  | Ivo Razborsek    | Otto Acker    | ?.Torrid     |
| 1953 | Sankt Moritz | Janez Gorišek    | Willy Gericke | Antti Elomaa |
| 1955 | Jahorina     | Pekka Airaksinen | Janez Gorišek | Vlado Bras   |

## Medaliści 1951–1956 (Mistrzostwa organizowane przez kraje socjalistyczne)

### Mężczyźni (skocznia normalna)
| Rok  | Miejsce   | Złoto             | Srebro          | Brąz            |
| ---- | --------- | ----------------- | --------------- | --------------- |
| 1951 | Braszów   | Pauli Vainino     | Franz Knappe    | Martti Korhonen |
| 1953 | Semmering | Jurij Skworcow    | Sven Haakonsson | František Felix |
| 1956 | Zakopane  | Nikołaj Kamienski | Jurij Skworcow  | Janusz Fortecki |

## Medaliści 1957–1959 (ponowne połączenie obu konkurencyjnych imprez)

### Mężczyźni (skocznia normalna)
| Rok  | Miejsce      | Złoto         | Srebro         | Brąz            |
| ---- | ------------ | ------------- | -------------- | --------------- |
| 1957 | Oberammergau | Janez Gorišek | Jaromír Nevlud | Janusz Fortecki |
| 1959 | Zell am See  | Miro Oman     | Milan Rojina   | Ambrož Gorjanc  |